# Special Olympics Libanon
Special Olympics Libanon (englisch: Special Olympics Lebanon) ist der libanesische Verband von Special Olympics International, der weltweit größten Sportbewegung für Menschen mit geistiger Beeinträchtigung und Mehrfachbeeinträchtigung. Ziel ist die sportliche Förderung dieser Personengruppe und die Sensibilisierung der Gesellschaft für sie. Außerdem betreut der Verband die libanesischen Athletinnen und Athleten bei den Special Olympics Wettbewerben.

## Geschichte
Special Olympics Libanon wurde 1989 mit Sitz in Beirut gegründet.

## Aktivitäten
2016 waren 9.562 Athletinnen, Athleten und Unified Partner sowie 742 Trainer bei Special Olympics Libanon registriert.
Der Verband nahm 2017 an den Programmen Athlete Leadership und Motor Activities Training Program (MATP) teil, die von Special Olympics International ins Leben gerufen worden waren.

### Sportarten
Folgende Sportarten wurden 2017 vom Verband angeboten:
- Badminton (Special Olympics)
- Basketball (Special Olympics)
- Boccia (Special Olympics)
- Bowling (Special Olympics)
- Floor Hockey (Special Olympics)
- Freiwasserschwimmen (Special Olympics)
- Fußball (Special Olympics)
- Handball (Special Olympics)
- Kraftdreikampf (Special Olympics)
- Leichtathletik (Special Olympics)
- Radsport (Special Olympics)
- Reiten (Special Olympics)
- Roller Skating (Special Olympics)
- Schneeschuhlaufen (Special Olympics)
- Ski Alpin (Special Olympics)
- Schwimmen (Special Olympics)
- Tennis (Special Olympics)
- Tischtennis (Special Olympics)
- Volleyball (Special Olympics)

### Teilnahme an Weltspielen vor 2020 (Auswahl)
(Quelle: )
- 2007 Special Olympics World Summer Games, Shanghai, China (34 Athletinnen und Athleten)
- 2009 Special Olympics World Winter Games, Boise, USA (2 Athletinnen und Athleten)
- 2015 Special Olympics World Summer Games, Los Angeles, USA (13 Athletinnen und Athleten)
- 2019 Special Olympics, World Summer Games, Abu Dhabi (45 Athletinnen und Athleten)[2]

### Teilnahme an den Special Olympics World Summer Games 2023 in Berlin
Special Olympics Libanon nahm an den Special Olympics World Summer Games 2023 teil. Die Delegation wurde vor den Spielen im Rahmen des Host Town Program von Jülich betreut und bestand aus 20 Athletinnen und Athleten mit ihrem Team. Das Team gewann bei diesen Weltspielen zwei Gold-, drei Silber- und fünf Bronzemedaillen.

### Teilnahme an Weltspielen nach 2023
- 2025 Special Olympics World Winter Games, Turin, Italien (2 Athletinnen und Athleten)[6]